# NGC 1032

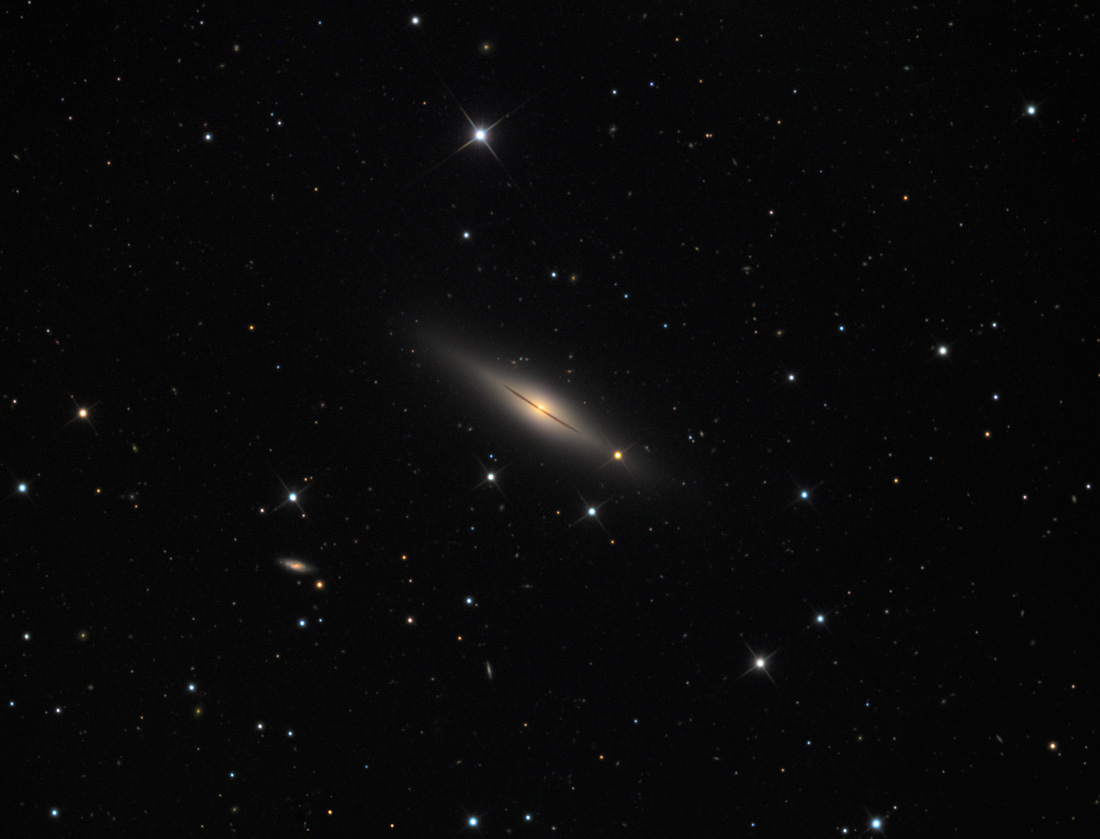
NGC 1032

NGC 1032 è una galassia a spirale situata nella costellazione della Balena.

## Scoperta
La galassia è stata scoperta il 18 dicembre 1783 dall'astronomo britannico di origine tedesca William Herschel.